# Святе (село)
Святе́ — село в Україні, у Рівненському районі Рівненської області. Населення становить 56 осіб. Селом протікає річка Чернявка, яка впадає в ставок, а потім витікає в річку Збитинку, село славиться великою кількістю джерел та криниць. Сусідні села — Будераж, Мости, Суйми, Півче.

## Географія
Село знаходиться в межах Дермансько-Мостівського регіонального ландшафтного парку. На південь і захід від села протікає річка Святка, яка за селом утворює став і впадає у річку Збитинка. Урочищем Вільхова протікає невеличка річка Вільхавка. На південний захід від села знаходиться пагорб Виспа (назва походить від польського "піщаний пагорб серед води, лугу, болота"). У північно-східній частині села розташований хутір Чернява - колишня польська колонія, через який протікає  річка Чернявка (Чернява), вода якої мала чорний колір. Далі на південний-схід від села лежать міжлісні висоти: Гора Дуба, Гора Кумова, Гора Соколя. В напряму колишнього села Гурби від Святого тягнеться Гурбенське урочище.  

## Історія

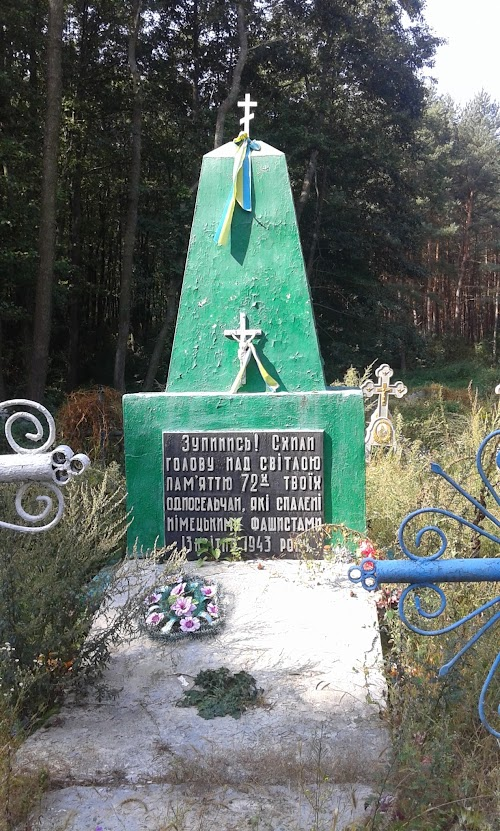
Пам'ятник на місці загибелі 72 односельчан

Перша згадка про село Святе зустрічається в акті 1630 року як про Будеразьке "лісове помістя". Хоча ще раніше в утраченій літописній хроніці 1593 року згадано урочище "Святье", де над горою Грабовицею спостерігали дивовижне небесне світило. За даними 1890 року Святе належало до Будеразької волості та мало населення 127 осіб. На карті 1915 року село розташовано вздовж однієї зігнутої з півночі вулиці під назвою «Святе». Довідник 1947 року відносить Святе до сільради Мостів, з 50-х років — до Будеража.
У 1906 році село Будеразької волості Дубенського повіту Волинської губернії. Відстань від повітового міста 34 верст, від волості 3. Дворів 10, мешканців 108.
13 квітня 1943 року німецький загін в районі сіл Будераж, Суйми та Святе вступив у збройну сутичку з загоном УПА. Після бою німці зігнали чоловіче населення села в кількості 83 осіб в клуню і підпалили. 72 чоловіки згоріли живцем, 11 — були вбиті з кулеметів при спробі вирватися із клуні. На місці трагедії односельчани спорудили пам'ятник. З 21 по 25 квітня 1944 року неподалік від села проходив Бій під Гурбами між загонами УПА та військами НКВС.

## Назва села
За легендами назва Святе зародилась так: 
|                                    | Якось у велику давнину на краю теперішнього села пристали на відпочинок мандрівні жерці Вночі їх розбудив страшний пташино-звіриний переполох. Коли вони глянули на небо, побачили дивовижне світило, а все довкілля ніби палало вогнем. З переляку стрепенулись, вмить приклякли й стали молитись. Та незабаром знову настала нічна тиша. Уранці жерці, зворушені нічною подією, викарбували на кремезному дубі знак "Свяття" і, поклонившись йому, пішли в дорогу. Зустрічаючи людей, розповідали їм про небесне "знамено", котрому при дорозі посвятили викарбуваний знак. І вість про це рознеслась по всій околиці А коли тут почала зростати оселя, її за іменем "віщого знака" назвали Свяття. |
| — Неофіційний сайт міста Здолбунів | |

## Населення
Згідно з переписом УРСР 1989 року чисельність наявного населення села становила 69 осіб, з яких 27 чоловіків та 42 жінки.
За переписом населення України 2001 року в селі мешкало 55 осіб. 100 % населення вказало своєю рідною мовою українську мову.

## Сучасність

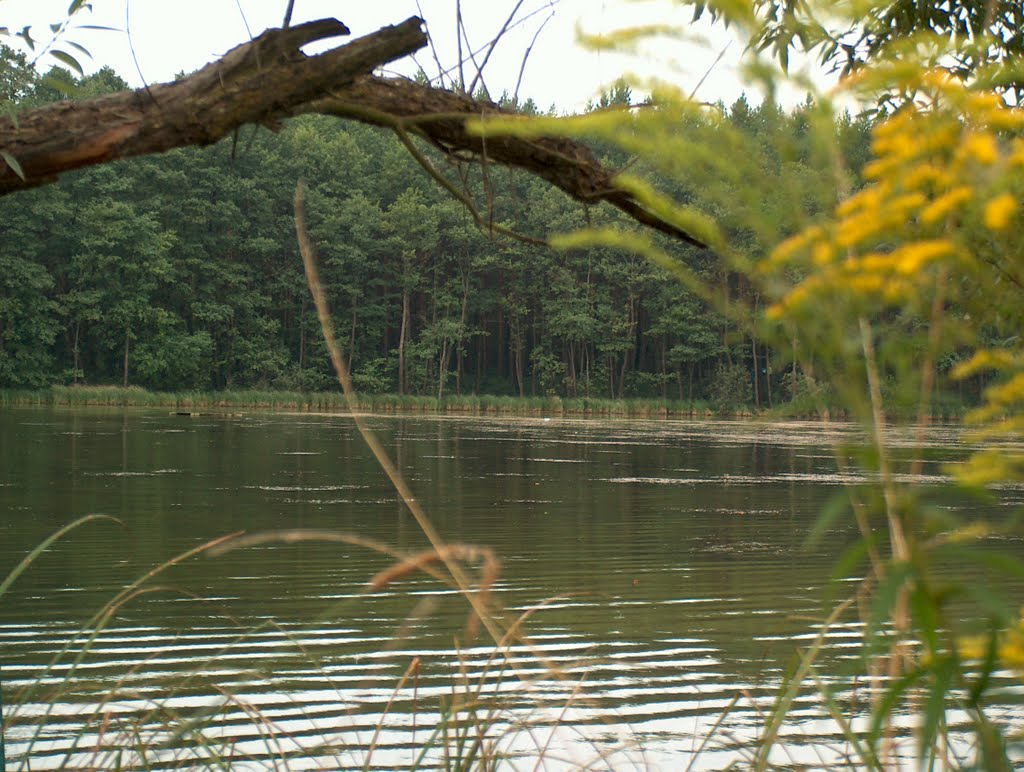
Став у селі Святе

На 2007 рік в Святому проживає 39 осіб, в селі є 39 будинків, з них 16 незаселених.
Село розташоване на території Дермансько-Мостівського регіонально-ландшафтного парку. Цього року тут планують збудувати новий приватний став неподалік від іншого. Більшість будівель є дачами. На сьогодні це озеро процвітає. Власники озера піклуються про чистоту і доглядають за ставком.